# Filippo Rinaldi
Filippo Rinaldi (Lu, 28 maggio 1856 – Torino, 5 dicembre 1931) è stato un presbitero italiano, appartenente alla Società salesiana di San Giovanni Bosco. Terzo successore di don Bosco, è stato beatificato da papa Giovanni Paolo II nel 1990.

## Biografia
La sua vocazione nacque grazie all'incontro con don Bosco: dopo il noviziato a Sampierdarena, nel 1880 emise i voti perpetui nelle mani dello stesso don Bosco. Nel dicembre del 1882 ricevette l'ordinazione sacerdotale e poco tempo dopo fu nominato direttore a Mathi. Nel 1889 don Michele Rua, primo successore di don Bosco, lo nominò direttore a Sarria, nei pressi di Barcellona, in Spagna. Dopo tre anni fu nominato Ispettore di Spagna e Portogallo, contribuendo molto allo sviluppo della Famiglia Salesiana in terra spagnola. 
Nel 1922 fu eletto terzo successore di Don Bosco nella carica di rettor maggiore dei salesiani. Grazie al suo impulso, durante il suo rettorato partirono per tutto il mondo oltre milleottocento salesiani. Curò anche l'organizzazione e la formazione spirituale dei laici, fondando l'Istituto laicale delle Volontarie di Don Bosco. Morì il 5 dicembre 1931 a Torino, dove sono custodite le sue spoglie nella cripta del Santuario di Maria Ausiliatrice.

## La beatificazione
Il processo di beatificazione iniziò il 5 novembre 1947, fu dichiarato Venerabile il 3 gennaio 1987 e Papa Giovanni Paolo II lo ha beatificato il 29 aprile 1990 a Roma in piazza San Pietro. Il suo elogio si legge nel Martirologio Romano al 5 dicembre.

## Il miracolo per la beatificazione
Ai fini della beatificazione la Chiesa cattolica ha considerato miracolosa la guarigione di suor Carla De Noni, appartenente alla congregazione delle Missionarie della Passione di Nostro Signore Gesù Cristo. Il pomeriggio del 20 aprile 1945, pochi giorni prima della fine della seconda guerra mondiale in Italia, la trentaquattrenne religiosa stava recandosi dal convento di Villanova a Mondovì, per consegnare viveri ai partigiani delle Langhe. Improvvisamente un aereo inglese in picchiata mitragliò il tram dove si trovava, ferendola gravemente. Suor Carla fu trasportata nella vicina clinica Bosio, in stato di shock gravissimo per emorragia acuta, con ferite e fratture al mento, alla mandibola, alla bocca, alla lingua, al torace - con lesione polmonare ed emotorace - e al braccio sinistro. La prognosi era infausta. 
Il 26 aprile madre Margherita Lazzari, fondatrice e superiora della congregazione cui suor Carla apparteneva, d'accordo con l'inferma la fece riportare in convento in attesa della fine. Il 27 aprile la suora ricevette l'assoluzione sacramentale e sembrò entrare in agonia: la superiora fece iniziare dalle consorella preghiere invocando l'intercessione di don Filippo Rinaldi. Suor Carla sopravvisse e, all'inizio dell'estate, improvvisamente si sentì bene e si alzò, si tolse le fasciature e ricominciò a parlare. Un esame radiografico del 15 luglio 1945 evidenziò che l'osso del mento, che era stato distrutto, si era riformato. La Consulta Medica, esaminato il caso e gli esami effettuati negli anni 1946, 1948, 1984 e 1988, concluse nel 1989 che il caso era inspiegabile dal punto di vista scientifico.